# Štikozubec obecný
Štikozubec obecný (Merluccius merluccius), zvaný též hejk nebo mořská štika, je dravá ryba z čeledi štikozubcovitých, která žije v severovýchodním Atlantiku, Středozemním a Černém moři. Má chutné, málo tučné bílé maso, je proto intenzivně lovena komerčními rybáři a její populace trpí nadměrným rybolovem.

## Synonyma
- Gadus merluccius Linnaeus, 1758
- Gadus ruber Lacepède, 1803
- Merluccius vulgaris Fleming, 1828
- Merluccius smiridus Rafinesque, 1810
- Merlucius esculentus Risso, 1826
- Hidronus marlucius Minding, 1832
- Merlucius sinuatus Swainson, 1838
- Merlucius ambiguus Lowe, 1840
- Merlucius lanatus Gronow, 1854
- Merfuccius argentatus Günther, 1862
- Merluccius linnei Malm, 1877
- Onus guttatus Collett, 1890
- Trachinoides maroccanus Borodin, 1934

## Vzhled
Štikozubec obecný je štíhlá ryba s protáhlým válcovitým tělem a velkou hlavou. Tlama je široká a uvnitř jsou dvě řady dlouhých a silných zubů, které jsou navíc mírně zahnuté směrem dovnitř. Nejširší část těla je za hlavou. Štikozubec má dvě hřbetní ploutve, přední je trojúhelníkovitá, zadní prodloužená až k ocasu a konkávně vyklenutá, řitní ploutev se délkou i tvarem podobá zadní hřbetní ploutvi.
Šupiny jsou malé, tělo je svrchu břidlicově šedé nebo hnědavé, na bocích světlejší a stříbřité, břicho je téměř bílé. Hřbetní a ocasní ploutev je tmavě šedohnědá s černavými okraji, ostatní ploutve jsou světle hnědé. Velké oči jsou zlatavé. Tvarem těla se podobá štice, což štikozubci vysloužilo ve středověku jméno maris lucius, mořská štika. Zkomolením tohoto pojmenování vzniklo současné vědecké jméno, Merluccius.
Štikozubci mohou dosahovat hmotnosti přes 10 kg, samice je větší než samec, může dorůst až do jednoho metru, samci jsou menší a dorůstají asi 80 cm. Největší štikozubec byl dlouhý 140 cm a vážil 15 kg. V současnosti se ale takové velikosti ryby nedožívají, ulovené kusy bývají 30–60 cm dlouhé a váží tři až čtyři kilogramy.

## Rozšíření
Štikozubec obecný je evropský druh štikozubce, severní populace obývá atlantické pobřeží Evropy od Norska až k Islandu, Severní moře a Biskajský záliv, jižní populace žije v Atlantském oceánu u portugalských břehů a u západního pobřeží Severní Afriky, na jihu až k Mauretánii, ve Středozemním moři a při jižním pobřeží Černého moře.

## Biologie
Štikozubci žijí v hejnech u dna ve velkých hloubkách, obvykle mezi 70–370 m, vyskytují se však také v mělčích vodách, v hloubce 30 m nebo naopak v hloubce až 1000 m. Jsou eurytopní, obývají různá stanoviště a nemají příliš vyhraněné nároky na životní prostředí, preferují však bahnité dno. Dospělci během noci migrují směrem k hladině.
Jsou to dravci, loví hlavně jiné ryby, jejich kořistí se stávají sardinky, ančovičky, šproti, sledi a tresky, výjimkou není ani kanibalismus. Živí se také hlavonožci. Následují rybí hejna, nezůstávají na jednom místě, v létě jsou blíže k pobřeží a v zimě spíše na otevřeném moři.
Období tření je dlouhé a doba se liší u jednotlivých populací, jižní populace Merluccius merluccius smiridus se začíná rozmnožovat dříve. U afrického pobřeží a ve Středozemním moři se štikozubci třou od prosince do června, v hloubce mezi 100 až 300 m. Severní populace se vytírá blíže k hladině, v Biskajském zálivu probíhá tření od února do května, kolem Islandu od dubna do července a v okolí Skotska od května do srpna. Jsou velmi plodní, jediná samice může při tření vyprodukovat 2–7 miliónů jiker, 70 cm dlouhá jikernačka může před vytřením obsahovat až 400 000 jiker.
Plůdek se stává součástí planktonu, mladé rybky se první rok svého života, dokud nedorostou asi 16 cm, živí hlavně korýši (krunýřovci, vidlonožci, různonožci). Mladí štikozubci žijí v mělčích vodách, při bahnitém dně.
U dna zůstávají štikozubci až do tří let věku. Samci pohlavně dospívají v pěti letech, samice v sedmi, v tomto věku jsou jedinci severní populace 40 cm, resp. 57 cm dlouzí. Jižní populace roste pomaleji, při dosažení pohlavní dospělosti jsou samci 26–27 cm dlouzí a samice dorůstají 36–40 cm. Samice rostou rychleji než samci. Jsou to dlouhověké ryby, mohou se dožít až 20 let.

## Lov
Štikozubec obecný má bílé, měkké, netučné a chutné maso, které je poměrně ceněné, je proto komerčně loven. Nejčastěji jsou používány vlečné sítě a to včetně kontroverzních hlubinných vlečných sítí, jelikož štikozubci žijí u dna, dále se loví na dlouhou lovnou šňůru. Hlavní oblasti lovu je území na severozápad od Skotska, na západ a jih od Irska, Biskajský záliv, španělské, portugalské a africké pobřeží. Většina ryb je ulovena španělskými loděmi, dále je loven Italy, Francouzi, Velkou Británií a v malém množství dalšími státy.
Štikozubec obecný trpí nadměrným rybolovem; v době od roku 1961 do roku 2003 bylo ročně uloveno 42 000 – 96 000 tun štikozubce, u jižní populace biomasa dospělých ryb schopných tření prudce poklesla mezi lety 1982–1986, z 60 000 t klesla na méně než 30 000 t. To vedlo k poklesu ulovených ryb z téměř 23 000 t na necelých 8 000 t v roce 1998, nicméně v tomto roce byla biomasa rozmnožujících se ryb odhadována na pouhých 20 000 t. ACFM (Advisory Committee on Fishery Management) proto doporučilo zastavení lovu, než se populace vzpamatuje, zatím k tomu však nedošlo.
V případě severní populace počty ryb rychle klesly na konci 90. let 20. století a v současnosti činí asi polovinu stavu v sedmdesátých letech, z téměř 300 000 t klesla biomasa dospělých ryb schopných rozmnožování na 95 100 t v roce 1999. Přitom přijatelný počet pro dlouhodobě udržitelnou situaci je 140 000 t. Pro severní populaci štikozubce obecného byl v roce 2004 přijat Plán na záchranu (EC Reg. No 811/2004). V roce 2006 bylo uloveno 41 800 t, biomasa rozmnožujících se ryb činila 139 900 t.